# CDNA (microarquitectura)
CDNA (Compute DNA) és una microarquitectura d'unitat de processament de gràfics (GPU) centrada en computació dissenyada per AMD per a centres de dades. S'utilitza principalment a la línia AMD Instinct de targetes gràfiques de centres de dades, CDNA és un successor de la microarquitectura Graphics Core Next (GCN); l'altre successor és RDNA (Radeon DNA), una microarquitectura centrada en gràfics de consum.
La primera generació de CDNA es va anunciar el 5 de març de 2020 i es va presentar a l'AMD Instinct MI100, llançat el 16 de novembre de 2020. Aquest és l'únic producte produït per CDNA 1, fabricat amb el procés N7 FinFET de TSMC.
La segona iteració de la línia CDNA va implementar un enfocament de mòdul multixip (MCM), diferent de l'enfocament monolític del seu predecessor. Presentat a l'AMD Instinct MI250X i MI250, aquest disseny de MCM utilitzava un pont de ventilació elevat (EFB) per connectar les matrius. Aquests dos productes es van anunciar el 8 de novembre de 2021 i es van llançar l'11 de novembre. La línia CDNA 2 inclou un client addicional que utilitza un disseny monolític, el MI210. El MI250X i el MI250 van ser els primers productes AMD que van utilitzar el factor de forma de sòcol OCP Accelerator Module (OAM) de l'Open Compute Project (OCP). Hi ha disponibles versions PCIe de menor potència.
La tercera iteració de CDNA canvia a un disseny MCM que utilitza diferents chiplets fabricats en múltiples nodes. Actualment format per MI300X i MI300A, aquest producte conté 15 matrius únics i està connectat amb tècniques d'embalatge 3D avançades. La sèrie MI300 es va anunciar el 5 de gener de 2023 i es va llançar el segon semestre de 2023.

## CDNA 1
La família CDNA consta d'un dau, anomenat Arcturus. El dau és 750 mil·límetres quadrat, conté 25,6 mil milions de transistors i es fabrica al node N7 de TSMC. La matriu Arcturus posseeix 120 unitats de càlcul i un bus de memòria de 4096 bits, connectat a quatre ubicacions HBM2, donant a la matriu 32 GB de memòria i una mica més de 1200 GB/s d'amplada de banda de memòria. En comparació amb el seu predecessor, CDNA ha eliminat tot el maquinari relacionat amb l'acceleració gràfica. Aquesta eliminació inclou, entre d'altres: memòria cau de gràfics, maquinari de tessel·lació, unitats de sortida de renderització (ROP) i el motor de visualització. CDNA conserva el motor multimèdia VCN per a la descodificació HEVC, H.264 i VP9. CDNA també ha afegit maquinari de computació matricial dedicat, similar als afegits a Volta Architecure de Nvidia.

## CDN 2
Igual que CDNA, CDNA 2 també consta d'un dau, anomenat Aldebaran. Es calcula que aquest dau és de 790 mil·límetres al quadrat i conté 28 mil milions de transistors mentre es fabricaven al node N6 de TSMC. El dau d'Aldebaran conté només 112 unitats de càlcul, una disminució del 6,67% respecte a Arcturus. Igual que la generació anterior, aquesta matriu conté un bus de memòria de 4096 bits, que ara utilitza HBM2e amb una capacitat duplicada, fins a 64 GB. El canvi més gran a CDNA 2 és la possibilitat que dos daus es col·loquin al mateix paquet. El MI250X consta de 2 matrius Aldebaran, 220 CU (110 per dau) i 128 GB de HBM2e. Aquestes matrius estan connectades amb 4 enllaços Infinity Fabric i el sistema amfitrió s'adreça com a GPU independents.

## CDNA 3
A diferència dels seus predecessors, CDNA 3 consta de múltiples matrius, utilitzats en un sistema multixip, similar a la línia de productes Zen 2, 3 i 4 d'AMD. El paquet MI300 és relativament massiu, amb nou chiplets produïts en 5 nm, col·locat a sobre de quatre 6 nm chiplets. Tot això es combina amb 128 GB de HBM3, utilitzant vuit ubicacions de HBM. Aquest paquet conté aproximadament 146 mil milions de transistors. Es presenta en forma d'Instinct MI300X i MI300A, aquest últim és una APU. Aquests productes es van llançar el 6 de desembre de 2023.